# デヴォン・リー
デヴォン・リー（Devon Lee、1975年8月8日 - ）は、アメリカ合衆国のポルノ女優。インディアナ州リントン出身。

## 出演作品
- スパルタカス・クィーン 欲望と戦いの伝説
- プライベート・レッスン 青い誘惑
- ダブルレディ・ミッション
- ブラッド&セックス